# Stannite
La stannite è un minerale (solfuro di rame ferro e stagno), è conosciuta anche come volfsonite. Il nome del minerale deriva dall'elemento chimico stagno (in latino stannum), che è contenuto nella stannite.

## Abito cristallino
Cristalli scalenoedrici, tetraedrici, geminati.

## Origine e giacitura
Genesi idrotermale, ma anche nelle vene-cuscinetto o filoni di stagno associato a pirite e calcopirite o a wolframite e cassiterite.

## Forma in cui si presenta in natura
Massiva compatta, granulare, microcristallina, rari cristalli.

Quest'ultima caratteristica rende il minerale non facile da riconoscere, nelle masse compatte si nota una certa mescolanza del minerale con la calcopirite e la pirite.

## Proprietà chimico-fisiche
- Solubilità: il minerale risulta completamente in acqua regia[3]
- Peso molecolare: 429,91 grammomolecole[1]
- Fluorescenza: assente[1]
- Magnetismo: assente[1]
- Indice di elettroni: 4.12 g/cm³[1]
- Indici quantici[1]:
  - fermioni: 0,05
  - bosoni: 0,95
- Indici di fotoelettricità[1]:
  - PE: 101,81 barn/elettrone
  - ρ: 419,18 barn/cm³
- Indici di radioattività: GRapi: 0 (Il minerale non è radioattivo)[1]

## Località di ritrovamento
In alcune miniere in Cornovaglia, a Cinovec (Dubí) nella Repubblica Ceca, in Bolivia, in Germania ed in Australia.